# Kathleen
Kathleen är en ort (CDP) i Polk County, i delstaten Florida, USA. Enligt United States Census Bureau har orten en folkmängd på 6 332 invånare (2010) och en landarea på 18,6 km².